# 尼古拉斯·哈芬哈
尼古拉斯·克里斯蒂安·哈芬哈（1882年5月1日—1957年3月14日），常称克拉西·哈芬哈，南非政治家。曾先后在巴里·赫尔佐格及丹尼尔·马兰政府中担任财政部长。